# Afadjato
Der Afadjato, auch Mount Afadja, ist ein 587 Meter (andere Angaben: 590 Meter) hoher Berg im westafrikanischen Ghana. Der Berg ist eine beliebte Touristenattraktion und gilt – die Höhe wird regelmäßig mit 885 Metern angegeben – (fälschlicherweise) als die höchste Erhebung des Landes.

## Geographie
Der Berg ist Teil des Togo-Atakora-Gebirges und befindet sich im Afadzato South District der Volta Region wenige Kilometer westlich der Staatsgrenze zu Togo. In unmittelbarer Umgebung befinden sich der 757 Meter hohe Zwillingsberg Aduadu (einen Kilometer südöstlich) sowie der Leklata (fünf Kilometer östlich), mit 907 Metern die höchste Erhebung des Landes. Die Schartenhöhe des Afadjato beträgt 32 Meter, die Dominanz liegt bei 1,06 Kilometern.

## Name
Es bestehen zwei Theorien zur Herkunft des Namens:
- Ewe avadzeto ‚gegen den Busch in den Krieg ziehen‘: Der Berg war mit Pflanzen bewachsen, die starke Hautreizungen verursachten, sodass sich Bauern und Jäger bei der Besteigung im Kampf mit den Pflanzen befanden.[1]
- Ewe avadze ‚Wasseryams‘[2] und to ‚Berg‘: Die Einheimischen glaubten, dass Wasseryams auf dem Berg gedeihen könnte, zudem sahen einige Kletterpflanzen dem Wasseryams ähnlich.

## Tourismus
Seit 1998 sind die Wälder am Afadjato als Naturreservat geschützt, um Buschfeuer, Holzeinschlag und die landwirtschaftliche Nutzung an den Berghängen einzudämmen. Der Berg ist mit tropischem Wald bedeckt und beheimatet über 300 Schmetterlingsarten, mehr als 30 verschiedene Arten von Säugetiere sowie zahlreiche Monameerkatzen und Kleine Weißnasenmeerkatzen. Etwa anderthalb Kilometer südöstlich des Afadjato befindet sich der Wasserfall Tagbo Falls, ebenfalls eine beliebte Touristenattraktion.
Der Afadjato wird gemeinhin als höchster Berg Ghanas betrachtet, die Höhe wird dabei (inkorrekt) mit 885 oder 968 Metern angegeben. Erreichbar ist der Berggipfel über einen Rundweg von Liate Wote nach Gbledi Gborgame.